# Тамандуа
Тамандуа, или четырёхпалый муравьед, или Южноамериканский тамандуа, или малый муравьед, или Бразильский тамандуа (лат. Tamandua tetradactyla) — млекопитающее семейства муравьедовых.

## Описание
Длина тела составляет от 54 до 88 см, хвост длиной от 40 до 49 сантиметров. Общая масса — 4—5 кг.
Цепкий хвост голый снизу и на конце. На передних лапах по четыре когтистых пальца (когти длиной до 10 см на третьем пальце), на задних — по пять. Мех короткий, жёсткий и густой, сильно топорщится. Малые муравьеды в юго-восточной части своего ареала имеют ярко выраженные тёмные полосы вдоль спины, расширяющиеся к плечам и охватывающие, как жилетные рукава, передние конечности. Остальное тело светлей, от почти белого до бурого окраса.

## Распространение
Вид населяет Южную Америку к востоку от Анд. Область распространения простирается с юга Колумбии и от Венесуэлы через Бразилию на крайний север Аргентины. Обитает в лесах, на опушках леса и в саваннах вблизи ручьёв и рек на высоте до 2000 м над уровнем моря.

## Образ жизни
Ведут в основном ночной образ жизни, проводя дневное время, по-видимому, в дуплах или норах других животных. Часто кормятся на деревьях, проводя на них от 13 до 64 процентов времени. Основной пищей являются муравьи и термиты, которых животные находят по запаху. При этом из рациона исключены виды, выделяющие для защиты едкие химические вещества. Мощными и когтистыми передними лапами малые муравьеды разрывают муравейники и термитники и слизывают их обитателей длинным трубчатым языком.

## Размножение
Самки южноамериканского тамандуа, достигающие половой зрелости к годичному возрасту, способны к зачатию в течение всего года, хотя брачный сезон обычно приходится на осень. Период беременности продолжается от 130 до 150 дней, так что единственный детёныш в помёте (изредка близнецы) появляется на свет весной. Однородно окрашенный детёныш некоторое время путешествует на спине матери.

## Подвиды
- Tamandua tetradactyla nigra — север Бразилии, юго-восток Колумбии, Венесуэла, Гайана, Суринам, Французская Гвиана
- Tamandua tetradactyla quichua — восток Перу, восток Эквадора, Акри
- Tamandua tetradactyla straminea — юго-запад Бразилии, север и восток Боливии, Парагвай, Уругвай, север Аргентины
- Tamandua tetradactyla tetradactyla — восток Бразилии.

## Фото

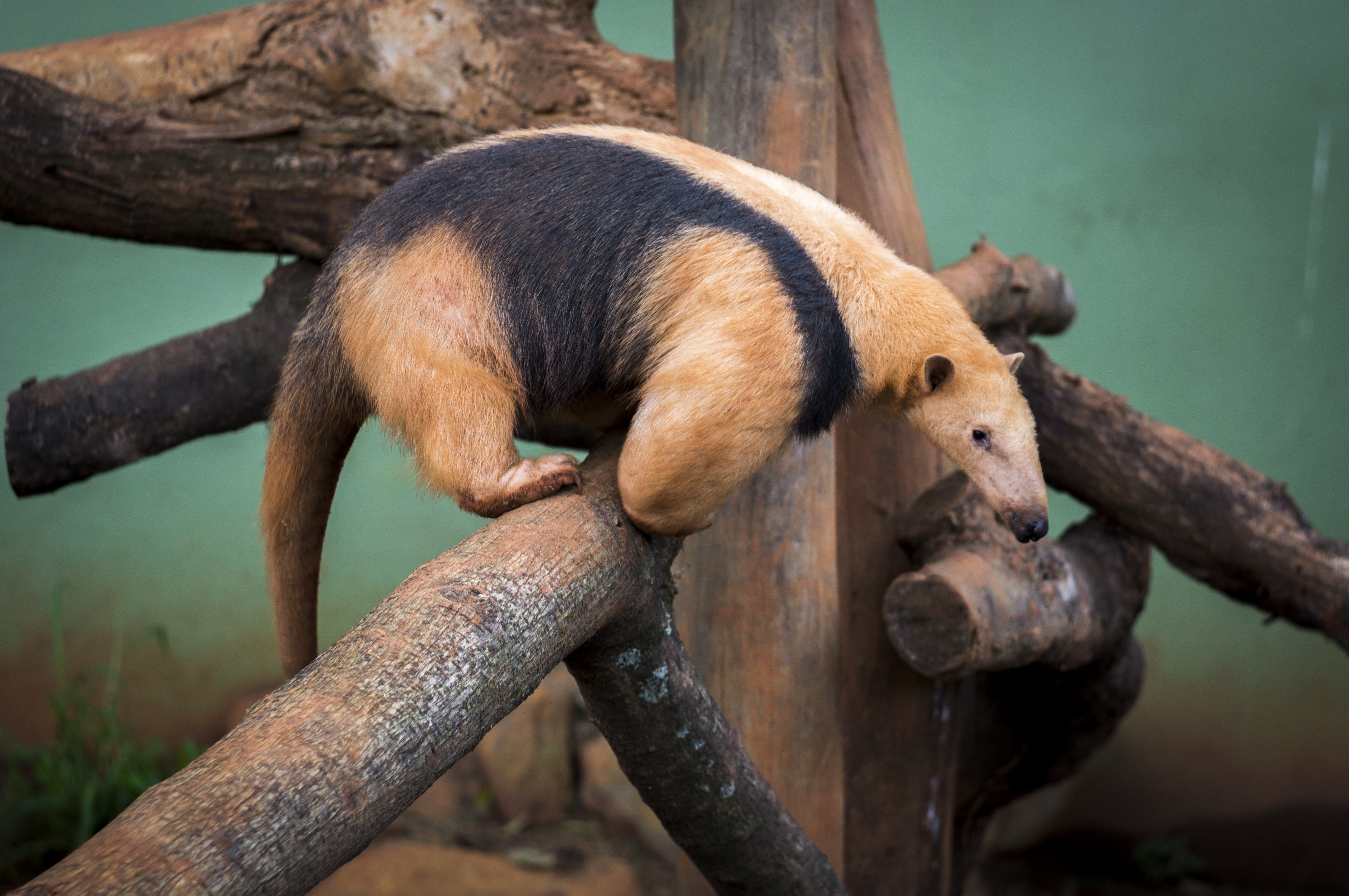
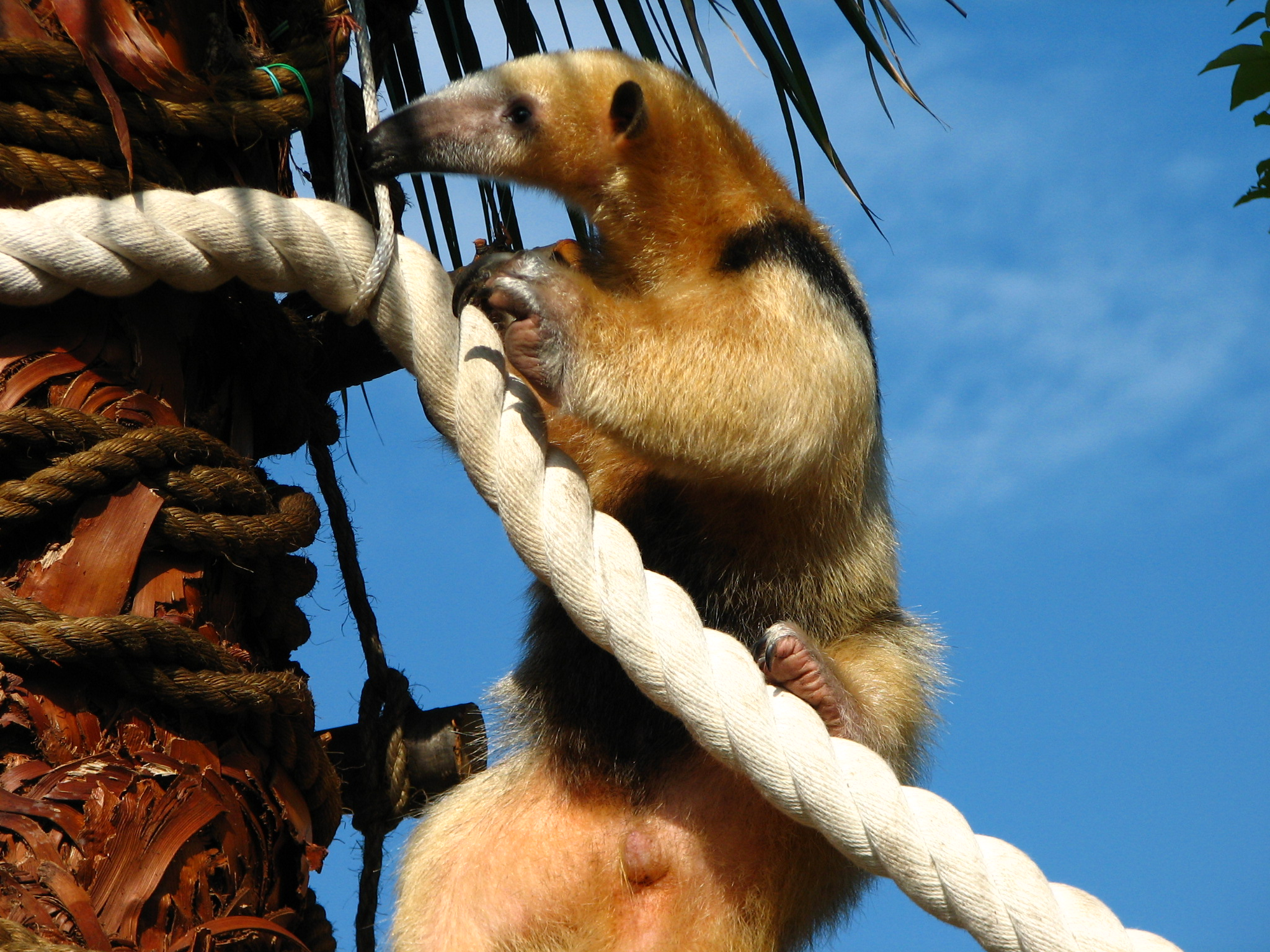
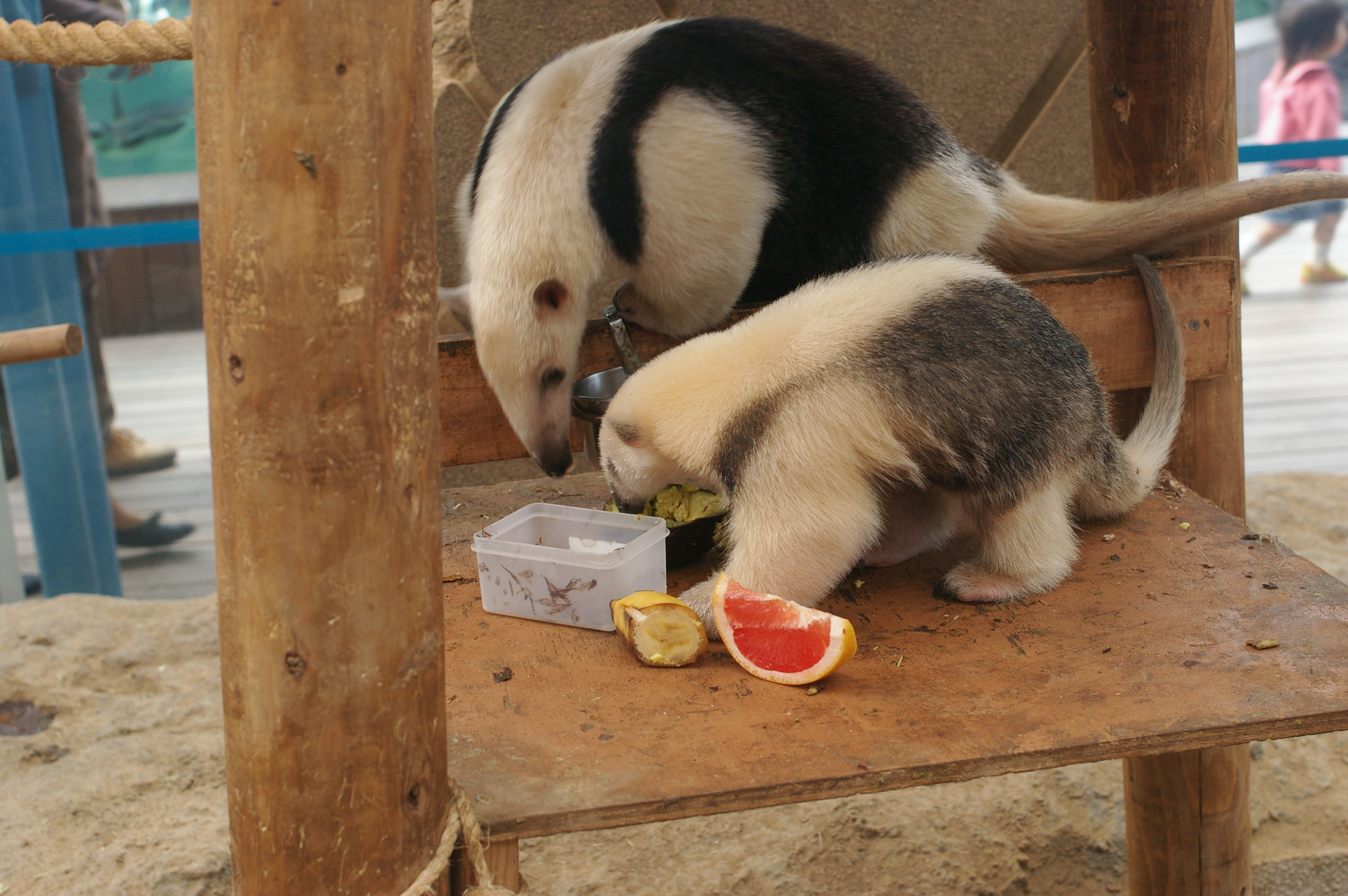